# Oligopol
Oligopol je tržište na kojemu nekoliko (mali broj) proizvođača međusobno konkurira proizvodeći ista (čisti oligopol) ili slična (diferencirani oligopol) dobra.

## Obilježja
Najčešći uzrok formiranja oligopola je ekonomija razmjera. Oligopolist traga za cijenom vodeći računa o postupcima svojih konkurenata, on je "price searcher" (engl.). Postoji nekoliko načina rješavanja pitanja određivanja cijene u oligopolu:
- Vodstvo u cijenama - najčešće najveće poduzeće preuzima vodstvo u cijenama. Ono određuje i mijenja cijenu, ovisno o promjenama tržišnih uvjeta i vlastitih troškova, a ostali ga u tome slijede. Dominantno poduzeće maksimalizira svoj profit proizvodeći onaj output pri kojem je njegov granični prihod jednak graničnom trošku.
- Tajno ili javno dogovaranje - smanjuje nesigurnost, povećava profit i zaštita je od eventualne konkurencije.

## Vrste zapreka za ulazak u oligopolsku granu
- Prirodne barijere (zapreke) su:
  - Ekonomija razmjera
  - Visoki troškovi
  - Diferencijacija proizvoda
  - Iskljuĉivo vlasništvo
  - Veliĉina tržišta
- Umjetne barijere (zapreke) su:
  - Patenti i autorska prava
  - Vladine dozvole i koncesije
  - Uvozne barijere
  - Obiĉaji i tradicija
  - Predatorne cijene[1]